# إفراين أميزكوا
إيفراين أميزكوا (بالإسبانية: Efraín Amezcua)‏ لاعب كرة قدم مكسيكي راحل كان يجيد اللعب في خط الوسط .
شارك مع منتخب المكسيك في بطولة كأس العالم 1930 في الأوروغواي ولعب مباراتين من أصل 3 مباريات .

## وصلات خارجية
- إفراين أميزكوا على موقع الاتحاد الدولي (مؤرشف)  (الإنجليزية)
- إفراين أميزكوا على موقع قاعدة بيانات كرة القدم.إي يو (الإنجليزية)
- إفراين أميزكوا على موقع ناشيونال فوتبول تيمز (الإنجليزية)
- إفراين أميزكوا على موقع Soccerway.com (الإنجليزية)
- إفراين أميزكوا على موقع عالم كرة القدم.نت (الإنجليزية)

- هذا السيرة الذاتية